# Mitglied des Deutschen Bundestages
Mitglied des Deutschen Bundestages (MdB, Bundestagsabgeordneter) ist die amtliche Bezeichnung für einen Abgeordneten im Deutschen Bundestag. Die Abkürzung MdB wird als sogenannter Namenszusatz mit oder ohne Komma hinter den Nachnamen gestellt. Seit der Wahlrechtsreform 2023 ist die Zahl der Bundestagsabgeordneten auf 630 festgesetzt, diese Zahl an MdBs wurde bei der Bundestagswahl 2025 erstmals gewählt.

## Allgemeine Beschreibung
Bundestagsabgeordnete werden durch Bundestagswahlen direkt (Direktmandat) oder nach den Landeslisten ihrer jeweiligen Partei gewählt. Mit der Erststimme wird der Abgeordnete des jeweiligen Wahlkreises und mit der Zweitstimme die Landesliste gewählt.
Von dieser Regel, dass Bundestagsabgeordnete durch Bundestagswahlen bestimmt werden, gab es in der Geschichte der Bundesrepublik Deutschland Ausnahmen:
- die West-Berliner Bundestagsabgeordneten in der 1. bis 11. Wahlperiode wurden vom Abgeordnetenhaus von Berlin bestimmt. Die Berliner Abgeordneten bekamen allerdings ihr (volles) Stimmrecht erst durch den Wiedervereinigungsprozess am 8. Juni 1990.
- zehn weitere Mitglieder des Bundestages ab dem 4. Januar 1957 nach dem Beitritt des Saarlands waren zuvor vom Landtag des Saarlandes bestimmt worden.
- aufgrund der Wiedervereinigung mit der ehemaligen DDR zogen am 3. Oktober 1990 144 neue Abgeordnete in den Bundestag ein, die zuvor von der DDR-Volkskammer bestimmt worden waren.

Wählbar sind gemäß § 15 Bundeswahlgesetz Deutsche im Sinne von Artikel 116 des Grundgesetzes für die Bundesrepublik Deutschland (Artikel 116 GG), die das 18. Lebensjahr vollendet haben. Die Mitgliedschaft im Deutschen Bundestag erwirbt ein gewählter Bewerber zur Bundestagswahl gemäß § 45 Bundeswahlgesetz „[…] nach der abschließenden Feststellung des Ergebnisses für das Wahlgebiet durch den Bundeswahlausschuss […] mit der Eröffnung der ersten Sitzung des Deutschen Bundestages nach der Wahl.“
Bundestagsabgeordnete vertreten nach Artikel 38 GG das ganze deutsche Volk im Deutschen Bundestag und sind bei Entscheidungen nicht an Weisungen und Aufträge gebunden, sondern nur ihrem eigenen Gewissen unterworfen. Allerdings wird das freie Mandat in der parlamentarischen Praxis durch die sogenannte Fraktionsdisziplin eingeschränkt.
Die Abgeordneten wiederum wählen den Bundeskanzler oder die Bundeskanzlerin der Bundesrepublik Deutschland und können ihn auch vor Ablauf der Wahlperiode des Bundestages durch ein konstruktives Misstrauensvotum wieder ablösen. Zudem sind sie an der Wahl des Bundespräsidenten der Bundesrepublik Deutschland durch die Bundesversammlung beteiligt. Außerdem haben sie entscheidenden Anteil an der Bundesgesetzgebung.
Das durch die Bundestagswahl erlangte Mandat gilt für eine Wahlperiode von vier Jahren. Dieser Zeitraum gilt unabhängig von der Partei- oder Fraktionszugehörigkeit, ein Abgeordneter behält sein Mandat auch dann, wenn er nicht mehr einer Fraktion angehört. Auch der Einfluss der Wähler endet nach der Wahl, sie können den Abgeordneten nicht durch ein Misstrauensvotum wieder abwählen. Der Wille des Abgeordneten selbst, sein Amt niederzulegen, ist dagegen einer der Gründe, die zu einem Amtsverlust führen. Die Ausübung des Abgeordnetenamtes unterliegt arbeitsrechtlich einem besonderen Schutz, der Kündigungen von Arbeitgebern gegenüber Arbeitnehmern aus Anlass der Übernahme oder Ausübung des Abgeordnetenamtes untersagt, auch allgemein darf niemand an der Ausübung dieses Amtes gehindert werden (§§ 2, 3 und 4 Abgeordnetengesetz (AbgG)).
Die Mitglieder des Deutschen Bundestages können sich zu Fraktionen oder Gruppen zusammenschließen und genießen damit einen besonderen Verfahrens- und Organisationsstatus. Dem Bundestag steht der Bundestagspräsident vor.
Scheidet ein Abgeordneter durch Tod oder Verzicht aus dem Bundestag aus, wird sein Mandat durch den nächsten Kandidaten der Landesliste seiner Partei ersetzt, wenn es sich nicht um ein nicht ausgeglichenes Überhangmandat handelt (vergleiche Nachrücker-Urteil). In diesem Fall entfällt das Mandat, und der Bundestag hat insgesamt ein Mandat weniger. Sollte die Landesliste erschöpft sein, entfällt das Mandat ebenso. Dies war erstmals 2015 der Fall, als nach dem Ausscheiden von Katherina Reiche die einzige noch verbliebene Bewerberin auf der brandenburgischen CDU-Landesliste das Mandat nicht angenommen hat.

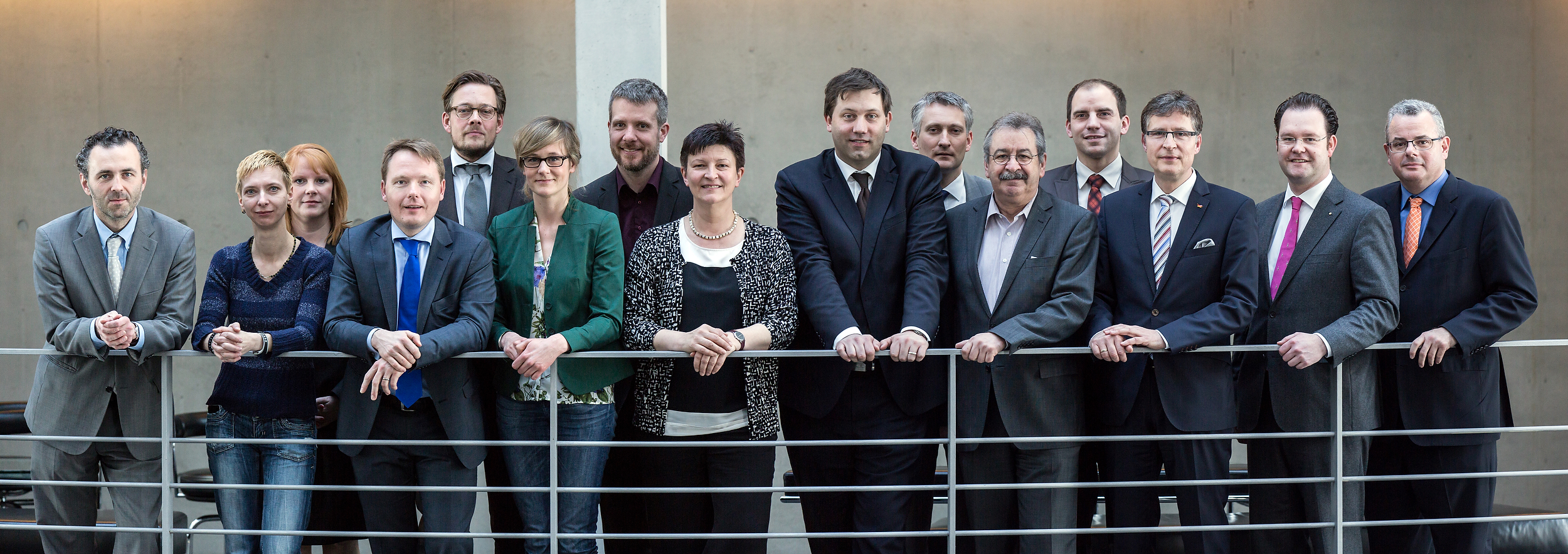
Ausschuss Digitale Agenda (2014)

## Statistik
Mit der Bundestagswahl 2017 wurden 709 Abgeordnete in den 19. Deutschen Bundestag gewählt, davon 219 Frauen (30,9 %) und 490 Männer (69,1 %).
| Berufsstand                                               | Anzahl | Anteil |
| --------------------------------------------------------- | ------ | ------ |
| Lehrer, Forschung, Hochschulangehörige                    | 76     | 10,7 % |
| Sonstige Öffentlicher Dienst                              | 129    | 18,2 % |
| Mitarbeiter von Abgeordneten, Parteien, Fraktionen        | 79     | 11,1 % |
| Sonstige politische und gesellschaftliche Organisationen  | 23     | 3,2 %  |
| Kirchen                                                   | 8      | 1,1 %  |
| Wirtschaft (Selbständige, Angestellte, einschl. Verbände) | 234    | 33,0 % |
| Rechts-, wirtschafts- und steuerberatende Berufe          | 99     | 14,0 % |
| Sonstige freie Berufe                                     | 22     | 3,1 %  |
| Sonstige                                                  | 21     | 3,0 %  |
| Keine Angaben                                             | 18     | 2,5 %  |

## Rechte und Pflichten

### Rechte
- Statusrechte aus Art. 38 Abs. 1 Satz 2 GG:
  - freies Mandat
  - gleiches Mandat
  - Rederecht und Stimmrecht
  - Informationsrechte
  - Initiativrechte
  - Fraktionsbildung
- Immunität gegen Strafverfolgung (Art. 46 Abs. 2 GG). Diese kann vom Bundestag aufgehoben werden.
- Indemnität für Abstimmungen und Äußerungen, die ein Abgeordneter im Bundestag tätigt (Art. 46 Abs. 1 GG).
- Zeugnisverweigerungsrecht (Art. 47 GG): Die Abgeordneten haben das Recht gegenüber Ermittlungsbehörden oder Gerichten, über Personen, die ihnen in ihrer Eigenschaft als Abgeordnete oder denen sie in dieser Eigenschaft Tatsachen anvertraut haben, sowie über diese Tatsachen selbst das Zeugnis zu verweigern. Soweit dieses Zeugnisverweigerungsrecht reicht, ist die Beschlagnahme von Schriftstücken unzulässig.

### Pflichten
- Abgeordnete sollten während einer Sitzung des Parlaments im Gebäude des Bundestags anwesend sein. Sie sind jedoch dazu nicht verpflichtet, da sie an keine Weisungen gebunden sind. Sie müssten auch nicht im Plenarsaal sitzen, sondern können sich zum Beispiel auch im Büro aufhalten und arbeiten, da die Sitzung im bundestagsinternen Fernsehen übertragen wird. Bei unentschuldigtem Fehlen an Sitzungstagen wird die Kostenpauschale gekürzt (§ 14 Abgeordnetengesetz).
- Zur Verpflichtung, sich nicht bestechen zu lassen, siehe Artikel Abgeordnetenbestechung.

## Diäten und Aufwandsentschädigungen
- Abgeordnetenentschädigung (Diät): 11.833,47 €/Monat (§ 11 Abs. 1 Abgeordnetengesetz – AbgG, Stand 1. Juli 2025);[5]
- Steuerfreie Kostenpauschale: 5.349,58 €/Monat (Stand: 1. Januar 2025). Kosten für die Ausübung des Mandates sind durch die Kostenpauschale pauschal abgedeckt. Höhere Ausgaben sind weder erstattbar, noch können sie steuerlich abgesetzt werden. Die Steuerfreiheit ist verfassungsgemäß.[6][5]
- Krankheitskosten: Wahlweise Beitragszuschuss von 50 Prozent des an der Beitragsbemessungsgrenze der gesetzlichen Krankenversicherung ausgerichteten Höchstsatzes, des „Arbeitgeberanteils“ von ca. 250 €/Monat oder Teilerstattung der Aufwendungen nach beamtenrechtlichen Grundsätzen (§ 27 AbgG).
- Bereitstellung einer Netzkarte für die kostenfreie Nutzung der Züge der Deutsche Bahn AG,[7] die seit 15. November 2012 auch für private Reisen genutzt werden kann, sowie die Erstattung sonstiger mandatsbedingter Reisekosten im Inland (§ 16 AbgG). Innerhalb Berlins ist die Nutzung des Fahrdienstes des Deutschen Bundestages kostenfrei.
- Übernahme von bis zu 25.874 €/Monat für die Gehälter der Angestellten des Abgeordneten (§ 12 Abs. 3 AbgG). Die Gehälter werden von der Bundestagsverwaltung direkt an die Mitarbeiter gezahlt. Sind die Angestellten des Abgeordneten mit ihm verwandt oder verschwägert, muss er die Kosten selbst tragen.
- Pro Jahr der Mitgliedschaft im Bundestag erwirbt ein Abgeordneter einen Pensionsanspruch (Altersentschädigung) von 2,5 Prozent der Abgeordnetenentschädigung bis zum Höchstsatz von 65 Prozent (§ 20 AbgG), der ggf. nach 26 Jahren erreicht wird. Gewährt wird die Altersentschädigung grundsätzlich erst ab Erreichen der Regelaltersgrenze, die schrittweise von 65 auf 67 Lebensjahre ansteigt (§ 19 AbgG). Bis zum 31. Dezember 2007 galt, dass sich ab acht Jahren Mitgliedschaft im Bundestag die Altersgrenze um je ein Jahr pro weiterem Jahr Mitgliedschaft bis max. dem 18. Jahr verringerte (§ 19 AbgG a. F.), sodass die Altersgrenze bis zu zehn Jahre vorzeitig erreicht werden konnte. Im Regelfall gehören Abgeordnete dem Bundestag zwischen acht und zwölf Jahren an, womit ein Anspruch von 20,0 bis 30,0 Prozent erreicht wird.

## Lobbyismus und Nebentätigkeiten
Der Bundestagsabgeordnete hat gewisse Verhaltensregeln zu beachten. Eine dieser Verhaltensregeln besagt, in welchen Fällen Bundestagsabgeordnete ihre Einkünfte aus Nebentätigkeiten dem Bundestagspräsidenten mitzuteilen haben (§ 44b Nr. 2 AbgG). Die Veröffentlichungspflichten wurden 2006 erstmals eingeführt und am 4. Juli 2007 vom Bundesverfassungsgericht bestätigt. Dessen Urteil nach gehen von Nebentätigkeiten wie etwa in Aufsichtsräten „besondere Gefahren für die Unabhängigkeit“ der Abgeordneten aus, da die Annahme „nicht fern“ liege, dass Einnahmen aus Nebentätigkeiten „Rückwirkungen auf die Mandatsausübung haben können“. Das Volk habe „Anspruch darauf“, zu wissen, von wem und in welcher Größenordnung seine Vertreter Geld entgegennehmen. Das Interesse der Abgeordneten an einer Vertraulichkeit der Daten sei demgegenüber „nachrangig“. Vorausgegangen waren Organstreitklagen von neun Abgeordneten des Bundestages (3 FDP, 3 CDU, 2 CSU, 1 SPD), darunter Friedrich Merz.
Die Veröffentlichungspflichten wurden allmählich verschärft. Lange mussten sie nur in Stufen angegeben werden, seit Ende 2021 aber sind alle Einkünfte auf den Cent genau anzugeben, die über 1.000 Euro im Monat oder über 3.000 Euro im Kalenderjahr betragen. Seit Einführung dieser Regeln hatten die Bundestagsabgeordneten von Union und FDP die höchsten Nebeneinkünfte, diejenigen von Grünen und Linken die geringsten (Zeitraum: Ende 2021 bis Mitte 2023).

## Unvereinbarkeiten
Eine Reihe von Ämtern ist mit der Mitgliedschaft im Deutschen Bundestag nicht vereinbar:
- Bundespräsident (Art. 55 GG)
- Richter des Bundesverfassungsgerichts (Art. 94 GG)
- Mitgliedschaft im Bundesrat (§ 2 GO BR)
- Wehrbeauftragter des Deutschen Bundestages (§ 14 Gesetz über den Wehrbeauftragten des Deutschen Bundestages)
- Bundesbeauftragter für den Datenschutz und die Informationsfreiheit (§ 13 Abs. 1 BDSG)
- Bundesbeauftragter für die Unterlagen des Staatssicherheitsdienstes der ehemaligen Deutschen Demokratischen Republik (§ 36 Abs. 2 Stasi-Unterlagen-Gesetz)
- Mitgliedschaft im Sachverständigenrat zur Begutachtung der gesamtwirtschaftlichen Entwicklung (§ 1 Abs. 3 Gesetz über die Bildung eines Sachverständigenrates zur Begutachtung der gesamtwirtschaftlichen Entwicklung)
- Mitgliedschaft im Europäischen Parlament (Art. 6 Abs. 2, Akt zur Einführung allgemeiner unmittelbarer Wahlen der Mitglieder des Europäischen Parlaments)
- Mitglied im Thüringer Landtag und einigen anderen Landtagen (nur aufgrund des jeweiligen Landesverfassungsrechts)

Die Wählbarkeit von Beamten, Angestellten des öffentlichen Dienstes, Berufs-/Zeitsoldaten und Richtern kann beschränkt werden (Art. 137 GG).

## Rekorde

### Dauer der Zugehörigkeit zum Bundestag
Wolfgang Schäuble war der Bundestagsabgeordnete mit der längsten Parlamentszugehörigkeit: Dem Deutschen Bundestag gehörte er ununterbrochen von der konstituierenden Sitzung der 7. Legislaturperiode am 13. Dezember 1972 bis zu seinem Tod am 26. Dezember 2023 an. Schäuble war damit Abgeordneter mit der längsten Bundestagszugehörigkeit. Gleichzeitig war Schäuble auch der Abgeordnete mit der längsten Parlamentszugehörigkeit in der Geschichte nationaler deutscher Parlamente seit Mai 1848 (Frankfurter Nationalversammlung).
Joachim Gauck war nur vom 3. bis 4. Oktober 1990 Bundestagsabgeordneter. Er legte das Mandat nieder, da er am 4. Oktober zum Sonderbeauftragten der Bundesregierung für die personenbezogenen Unterlagen des ehemaligen Staatssicherheitsdienstes („Gauck-Behörde“) ernannt wurde.

### Lebensalter
Das jüngste Mitglied in der Geschichte des Bundestags war Anna Lührmann (* 1983), die bei der konstituierenden Sitzung des 15. Deutschen Bundestags am 17. Oktober 2002 19 Jahre und 125 Tage alt war.
Konrad Adenauer (1876–1967) war bei seinem Tod 91 Jahre und 104 Tage alt und damit das älteste Bundestagsmitglied.
Das älteste ehemalige Mitglied des Bundestags war Fritz Hellwig, der am 22. Juli 2017 im Alter von 104 Jahren und 353 Tagen starb.

## Listen
- Liste der Listen der Mitglieder des Deutschen Bundestages
- Liste der korporierten Bundestagsabgeordneten

## Mitglieder anderer Gremien
- Mitglied des Landtages (MdL)
- Mitglied des Bundesrates (MdBR)
- Mitglied des Europäischen Parlaments (MdEP)